# Dresdner Bank
Dresdner Bank AG var en af Tysklands største banker, da den i 2009 blev overtaget af Commerzbank. 
Fra 2001 var den et datterselskab af forsikringsselskabet Allianz. Banken havde hovedsæde i Frankfurt am Main, og blev grundlagt i 1872 i Dresden. I august 2010 skiftede de sidste filialer navn til Commerzbank, hvorved Dresdner Bank-navnet forsvandt helt.
I 1977 blev bestyrelsesformanden Jürgen Ponto myrdet af terrorister fra den venstreekstremistiske terrororganisation Rote Armee Fraktion.